# Droga wojewódzka nr 747
Droga wojewódzka nr 747 (DW747) – droga wojewódzka klasy GP (w woj. lubelskim) oraz klasy G (w woj. mazowieckim), łącząca drogę krajową nr 9 (E371) w Iłży koło Radomia z węzłem Lublin Węglin drogi ekspresowej S19 w Maryninie koło Lublina.
Droga w województwie mazowieckim przebiega przez powiaty: radomski ziemski i lipski, a w lubelskim przez powiaty: opolski i lubelski ziemski. Droga ma długość około 93 km, z czego w województwie mazowieckim leży 40, a w lubelskim około 53 km. Analogicznie zarządami drogi są: Mazowiecki Zarząd Dróg Wojewódzkich w Warszawie (Rejon DW Radom) oraz Zarząd Dróg Wojewódzkich w Lublinie (Rejon DW Puławy i Rejon DW Lublin zs. w Bychawie).
Rozważane jest podniesienie kategorii trasy z drogi wojewódzkiej na drogę krajową.

## Nieciągłość drogi
Do roku 2015 trasa była nieciągła. Między Solcem nad Wisłą, a Kamieniem przecina ją Wisła. W tym miejscu przez pięć miesięcy przed II wojną światową istniała drewniana przeprawa, spalona przez wycofujące się we wrześniu 1939 roku wojska polskie. Do października 2015 roku, aby przedostać się na drugą stronę rzeki, należało udać się na prom działający w sezonie, kursujący między miejscowościami Kłudzie (woj. mazowieckie) i Kępa Gostecka (woj. lubelskie). Najbliższe mosty na Wiśle znajdują się: na południe w Annopolu (30 km), a na północ Most im. Ignacego Mościckiego w Puławach (ok. 50 km). Był to najdłuższy odcinek Wisły bez mostu (ok. 70 km). Most, noszący imię Edwarda Wojtasa, został udostępniony kierowcom 17 października 2015 roku.

## Rozbudowa drogi

### Województwo lubelskie
31 października 2012 roku rozpoczęto rozbudowę drogi na odcinku położonym w województwie lubelskim, tj. od Kamienia do Konopnicy. Za kwotę 321 609 624,51 zł przebudowono drogę do klasy GP na odcinku o długości 46,76 km, z czego po istniejącym śladzie: 22,38 km, zaś w nowym przebiegu: 24,38 km. 
Prace zakończono 15 marca 2014 roku.

### Most nad Wisłą
Jesienią 2012 roku rozpoczęto budowę mostu na Wiśle w Kamieniu. Most otwarto 17 października 2015 roku.

### Województwo mazowieckie
We wrześniu 2016 roku Zarząd Dróg Wojewódzkich w Warszawie podpisał umowę z firmą Strabag na budowę nowego przebiegu drogi od Solca nad Wisłą do Lipska. Trasę o długości 8,239 km otwarto 30 kwietnio 2019 roku.
18 stycznia 2024 roku ZDW podpisał umowę z firmą Strabag na przebudowę drogi, w tym budowę po części w nowym śladzie na odcinku Lipsko – Iłża. Budowę rozpoczęto 13 marca. Długość budowanego odcinka wynosi 29,6 km.

## Wspólne przebiegi z innymi drogami
Droga wojewódzka nr 747 na jednym odcinku przebiega wspólnie z innymi drogami:
- Lipsko, ul. Spacerowa na odcinku 1,4 km z drogą krajową nr 79

## Miejscowości leżące przy trasie DW747
- Iłża (droga krajowa nr 9/E371)
- Piłatka
- Prędocinek
- Pasztowa Wola
- Pasztowa Wola-Kolonia
- Michałów
- Jawor Solecki
- Zofiówka
- Krępa Kościelna
- Nowa Wieś
- Lipa-Miklas
- Lipsko (droga krajowa nr 79)
- Solec nad Wisłą (droga wojewódzka nr 754)
- Kolonia Nadwiślańska
- Kamień (droga wojewódzka nr 817, 825)
- Elżbieta (droga wojewódzka nr 824)
- Opole Lubelskie (obwodnica)
- Baba
- Zosin
- Emilcin (miejsce Zdarzenia UFO w Emilcinie)
- Nowe Komaszyce
- Stare Komaszyce
- Przytyki (droga wojewódzka nr 833)
- Chodel (obwodnica)
- Trzciniec
- Malinowszczyzna
- Krężnica Okrągła (droga wojewódzka nr 832)
- Bełżyce (obwodnica, droga wojewódzka nr 827, 834)
- Matczyn
- Wojcieszyn
- Radawiec Duży
- Marynin (droga ekspresowa S19)